# García Íñiguez
García Íñiguez (baskisch Gartzea Eneko; † 882) war von 851/852 bis 882 König von Pamplona (Navarra) aus dem Haus Íñiguez. Er war der Sohn des Dynastiegründers Íñigo Arista.
García übernahm bereits nach der Erkrankung seines Vaters die Regentschaft in Pamplona. Er verbündete sich mit dem Haupt der Banu Qasi, Musa ibn Musa, gegen den Emir von Al-Andalus, Abd ar-Rahman II., von dem sie aber 843 in einer Schlacht besiegt wurden. Diese Niederlage beschädigte offenbar seine Herrscherautorität, denn in den Jahren 858 und 860 ist ein García Jiménez als König in Pamplona bezeugt, von dem unklar ist, ob er als Co- oder Gegenkönig auftrat.
859 wurde das Land um Pamplona von einfallenden Wikingern geplündert. König García Iñiguez geriet in die Gefangenschaft der Wikinger und wurde erst gegen ein hohes Lösegeld wieder freigelassen – wobei unklar ist, ob er in Pamplona oder irgendwo außerhalb Navarras im andalusischen Exil aufgegriffen worden war. Im Jahr 860 geriet Garcías ältester Sohn Fortún in die Gefangenschaft des Emirs.
Im Jahr 882 (269 AH) verbündete sich García mit dem maurischen Rebellen Umar ibn Hafsun. In der Schlacht von Aibar unterlagen sie allerdings dem Prinzen al-Mundhir und García fiel. Er wurde in der Abtei San Salvador de Leire bestattet.
Dem Codex de Roda zufolge hatte García Íñiguez aus der Ehe mit einer nicht näher bekannten Urraca drei Kinder. Diese und deren Nachkommen waren:
1. Fortún Garcés († nach 905), König von Pamplona.
  1. Oneca Fortúnez, ⚭ (1) Abdallah von Córdoba († 912), ⚭ (2) Aznar Sánches von Larraún.
  2. Íñigo Fortúnez, ⚭ Sancha Garcés, Tochter von García Jiménez.
  3. Velasco Fortúnez.
    1. Jimena Velásquez, ⚭ Íñigo Garcés, Sohn von García Jiménez.

  4. Lope Fortúnez.
2. Sancho Garcés.
  1. Aznar Sánchez, Herr von Larraún, ⚭ Oneca Fortúnez.
    1. Sancho Aznárez.
    2. Toda Aznárez († nach 970), ⚭ Sancho I. Garcés († 925), König von Pamplona.
    3. Sancha Aznárez, ⚭ Jimeno Garcés († 931), König von Pamplona.
3. Oneca Garcés, ⚭ Aznar II. Galíndez, Graf von Aragón.

Laut dem muslimischen Autor Ibn Hayyan hatte García noch eine weitere wohl uneheliche Tochter, die mit dem maurischen Walí von Huesca verheiratet wurde.
Antonio Ubieto Arteta schreibt ihm weiterhin noch eine zweite Ehefrau zu, die im Codex de Roda genannte Leodegundia, Tochter eines Ordoño, die mit einem König García verheiratet war. Ubieto Arteta erkennt in ihr eine Tochter des Königs Ordoño I. von Asturien und ihre Ehe mit García Íñiguez, dem einzigen König dieses Namens zu jener Zeit, könnte ein Bündnis zwischen Pamplona und Asturien besiegelt haben.

## Weblink
- KINGS of PAMPLONA 822-905 (IÑIGA DYNASTY) bei fmg.ac.

| Vorgänger    | Amt                           | Nachfolger    |
| ------------ | ----------------------------- | ------------- |
| Íñigo Arista | König von Navarra 851/852–882 | Fortún Garcés |

| Personendaten    | Personendaten                |
| ---------------- | ---------------------------- |
| NAME             | García Íñiguez               |
| ALTERNATIVNAMEN  | Gartzea Eneko (baskisch)     |
| KURZBESCHREIBUNG | König von Pamplona (852–882) |
| GEBURTSDATUM     | 9. Jahrhundert               |
| STERBEDATUM      | 882                          |
| STERBEORT        | bei Aibar                    |